# 珈琲時光
《咖啡時光》（法語：Café Lumière）是台灣導演侯孝賢執導的首部日語片，也是該導演所執導的首部非華語片，2003年出品，由松竹製作與出品。
該片製作緣由，乃為了紀念已故日本知名電影導演小津安二郎誕辰100週年。本片模仿小津安二郎的家庭日常生活，讓侯孝賢發揮他擅長的艺术特质，也沿襲其長鏡頭攝影方式。

## 概要
本作以「就像品嘗咖啡時一樣，讓內心平靜下來，重整心情，並為了在這片刻凝視接下來的事情」為主題，是為了紀念小津安二郎誕辰100周年並向『東京物語』致敬而拍攝的電影。
片中有出現神田神保町，鬼子母神等老日本的街角以及小巷，另外山手線，京濱東北線，高崎線，都電荒川線等車窗景色之美也都受到好評。
台灣，群馬，神田神保町，作為片中每個角色各自的居住處，用溫柔溫暖而且美麗的色彩表現出一邊期待光明未來而生的女性以及他的親友們的模樣。另外這個故事取材自台灣出身的作曲家江文也，所以片中也有江在日本的妻子和女兒演出。

## 登場角色
- 一青窈：井上陽子
- 淺野忠信：竹内肇
- 萩原聖人：誠治
- 余貴美子：陽子的後母
- 小林稔侍：陽子之父

## 影展
- 2003年12月10日：日本“小津安二郎百年紀念展”

## 評價
《咖啡時光》入圍2004年威尼斯影展金獅獎。《斜向雜誌》（Slant Magazine）將《咖啡時光》評選為2000年至2010年百大電影第98名。

## 其他
《咖啡時光》電影在台灣頗為叫好，「咖啡時光」一詞，後來也被各種平面及活動引用。例如2007年3月16日，星巴克公司的「咖啡時光免費體驗」。

## 外部連結
- Yahoo奇摩電影上《珈琲時光》的資料（繁體中文）
- 開眼電影網上《珈琲時光》的資料（繁體中文）
- 豆瓣电影上《珈琲時光》的資料 （简体中文）
- 时光网上《珈琲時光》的資料（简体中文）
- AllMovie上《珈琲時光》的资料（英文）
- 爛番茄上《珈琲時光》的資料（英文）
- 香港影庫上《珈琲時光》的資料（繁體中文）
- 互联网电影数据库（IMDb）上《珈琲時光》的资料（英文）